# Tekkō

Ein Tekkō

Ein Tekkō [tekːoː] (jap. 鉄甲) ist eine japanische Kobudō-Waffe.

## Aussehen
Beim Tekkō handelt sich um eine Art Schlagring aus einem Steigbügel der Reiterei, der problemlos versteckt und mitgenommen werden konnte.

## Geschichte
Wie die anderen Kobudō-Waffen so ist auch diese ein zur Waffe umfunktionierter Alltagsgegenstand bzw. ein umfunktioniertes Werkzeug. Zur Zeit der Satsuma-Besatzung waren die üblichen Waffen wie z. B. Schwerter (Katana) auf Okinawa verboten. Deshalb bediente sich die bäuerliche Bevölkerung ihrer Gebrauchsgegenstände als Waffen. Diese konnten nicht verboten werden, da sie (meist für die Ernährung der Bevölkerung) wirtschaftlich auch für die Besatzer unerlässlich waren.

## Kata
Die folgenden Kata verwenden diese Waffe:
- Maezato no Tekkō